# ابرهاسلاخ
ابرهاسلاخ (به فرانسوی: Oberhaslach) یک کمون در فرانسه است که در Canton of Molsheim واقع شده‌است.

## خصوصیات
ابرهاسلاخ ۲۵٫۲۲ کیلومترمربع مساحت و ۱٬۷۶۵ نفر جمعیت دارد.